# 孟加拉国城市列表
下表為依據孟加拉地方政府所統計的城市人口。